# Depot von Domsen
Das Depot von Domsen (auch Hortfund von Domsen) ist ein Depotfund der frühbronzezeitlichen Aunjetitzer Kultur. Es wurde bei Domsen, einer Wüstung auf dem heutigen Gemeindegebiet von Hohenmölsen im Burgenlandkreis (Sachsen-Anhalt) gefunden und datiert in die Bronzezeit-Stufe A1b.

## Fundgeschichte
Das Depot wurde 2013 bei einer archäologischen Voruntersuchung entdeckt, die durch die Erweiterung des Tagebaus Profen notwendig geworden war. Etwa 75 m südlich des Depots wurde ein Hausgrundriss der Aunjetitzer Kultur entdeckt und westlich davon 15 Aunjetitzer Gräber. Das Depot wurde im Block geborgen und in der Restaurierungswerkstatt des Landesamtes für Denkmalpflege und Archäologie Sachsen-Anhalt in Halle (Saale) genauer untersucht.

## Zusammensetzung
Bei seiner Auffindung waren von dem Depot zunächst acht übereinander gelegte Ösenhalsringe sichtbar, auf denen ein Keramikgefäß ruhte. Am Boden des Gefäßes lag eine Kette aus bronzenen Spiralröllchen und Bernstein-Perlen. Darüber folgten sechs große Noppenringe, zwei Armspiralen, zwei offene Armringe, ein Randleistenbeil, vier Cyprische Schleifennadeln und mehrere kleinere, nicht genauer definierbare Bronzegegenstände.

## Filme
- Die Welt der Himmelsscheibe von Nebra: Die Hortfunde von Domsen und Oberding | Museum exklusiv. Landesmuseum für Vorgeschichte Halle. In: YouTube. 27. Oktober 2021, abgerufen am 29. Juli 2022.